# Гебхард Зальцбургский
Гебхард Зальцбургский (нем. Gebhard; род. около 1010 года —  умер 15 июня 1088 в Верфен) — архиепископ Зальцбурга c 1060 года и до самой смерти. Однако значительную часть этого срока он провёл в изгнании из-за конфликта с императором Генрихом IV.

## Биография
Гебхард происходил из знатного швабского рода (хотя достоверно неизвестно из какого именно). В родословной, которую собрал около 1670 года монах и публицист Габриэль Буселинус, он упоминается как граф Гельфенштайн. Однако Гебхард не мог принадлежать к семье Гельфенштайн, Вероятно, это ошибочное понимание прозвища «Хельфенбург», которое ранее использовалось в качестве одного из названий Зальцбурга и в свою очередь является , ошибочным переводом римского топонима Ювавум.
Отца Гебхарда звали Хадольдо (Chadoldus), а его мать — Азала. Их имена можно найти в средневековых некрологах аббатства Адмонт и Зальцбурга.
Гебхард с юности был отдан родителями для учёбы в монастырь. Он получил прекрасное для своего времени образование. Позднее учёность архиепископа признавали даже недоброжелатели. Тем не менее место обучения до сих пор остаётся дискуссионным вопросом. Чаще всего называется Париж. Но достоверных сведений об этом не имеется. Епископы Адальберо Вюрцбургский и Альтман Пассаусский часто упоминаются как сокурсники Гебхарда. 
9 марта 1055 года зальцбургский архиепископ Болдуин рукоположил Гебхарда в священники. Первое время клирик был капелланом императора Генриха III. Вскоре Гебхард отправился в Константинополь в качестве посланника императора Священной римской империи. С 1057 по 1059 год он был канцлером. 

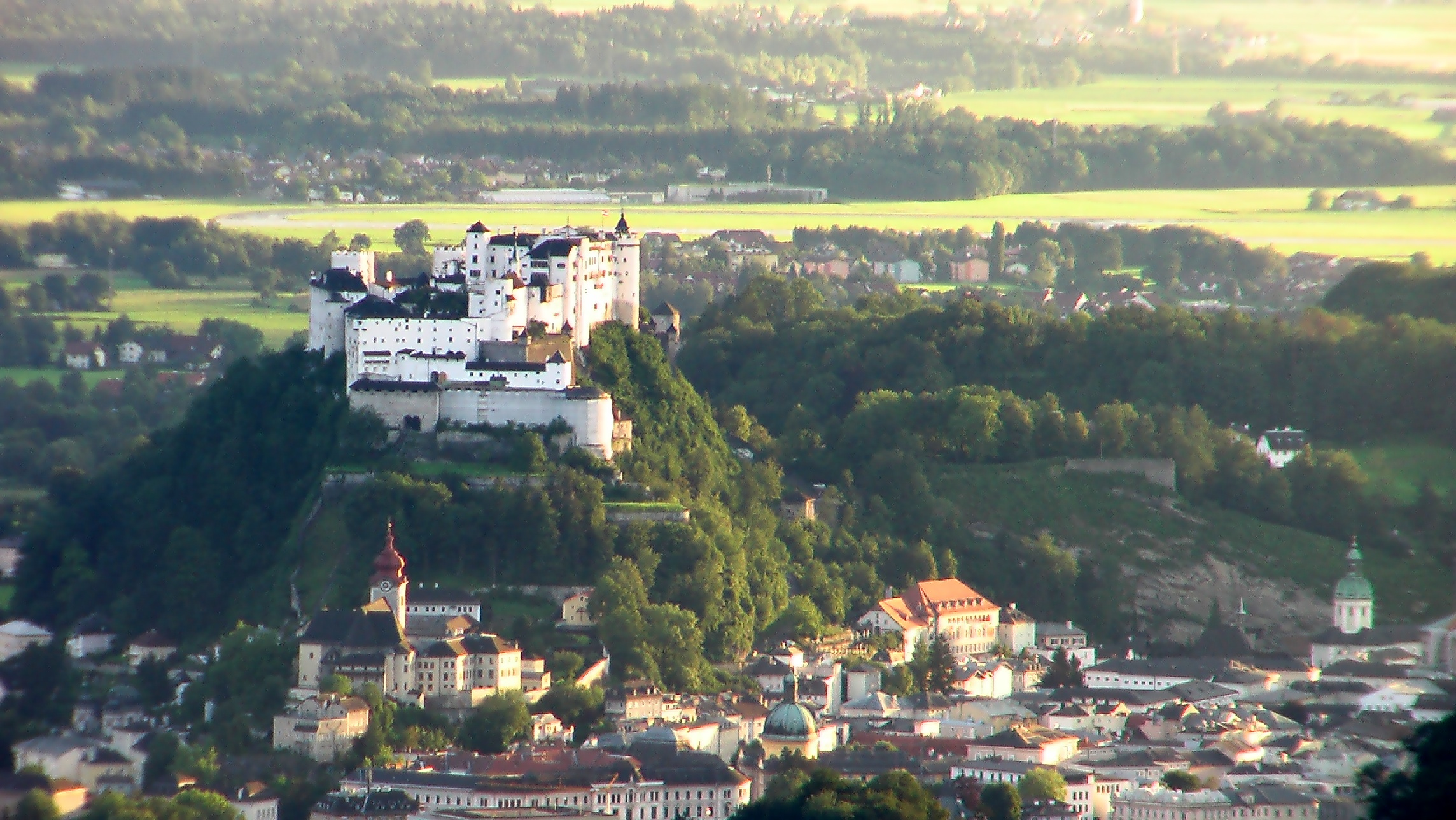
Современный вид крепости Хоэнзальцбург и города Зальцбург

30 июля 1060 года Гебхард был рукоположен в архиепископы Зальцбургской епархии. Он отменил льготы, которые имели некоторые жители в части выплаты десятины. Кроме того им была реорганизована приходская систему в Каринтии. Ряд шагов Гебхарда вызвал споры. В частности он упразднил монастырь Гурк, основанный знаменитой Эммой Гуркской и создал в 1072 году самостоятельную епархию Гурка. А в 1074 году основал аббатство Адмонт. При власти Гебхарда также были значительно расширены крепости Хоэнзальцбург, Хоэнверфен и Фризах.
В споре об инвеституре Гебхард стоял на стороне папы Григория VII и, подобно Альтману Пассаусскому не принимал участия в скандальном рейхстаге в Вормсе в 1076 году. В 1076 году он ездил в Рим и в 1077 году поддержал избрание в пику отлучённому от церкви Генриху IV нового императора (антикороля) Рудольфа Швабского.
В том же 1077 году, поскольку Гебхард так и не признал власть Генриха IV, он был изгнан из Зальцбурга и проживал то в Швабии, то в Саксонии в течение девяти лет. Он продолжал помогать папе Григорию VII в поиске кандидатур на освобождающиеся епископские кафедры. Из-за упрямства Гебхарда императора назначил в 1085 году новым архиепископом (антиепископом) Зальцбурга Бертольда фон Мосбурга. 
Гебхард смог вернуться в Зальцбург только в 1086 году при поддержке герцога Вельфа IV Баварского. Через пару лет, 15 июня 1088 года, архиепископ скончался в крепости Хоэнверфен. Его похоронили в аббатстве Адмонт в главной церкви у алтаря.
На надгробии Гебхард был изображён как епископ с греческим крестом и единорогом.

## Критические отзывы
В 1629 году по просьбе князя-архиепископа Париса фон Лодрона был начат процесс канонизации Гебхарда. Однако в хаосе Тридцатилетней войны процедура так и не была доведена до конца. 
Кроме того, канонизации мешали и многие критические отзывы о деятельности Гебхарда, звучавшие ещё при его жизни. Никто не отрицал его исключительную учёность, а также смелость и твёрдость. Но вместе с тем современникам были очевидны и слабости архиепископа: непомерное тщеславие и властолюбие. Помимо прочего, Гебхарда упрекали, что удалившись в изгнание в безопасное место в Саксонии, он фактически оставил Зальцбург без руководства и сделал его лёгкой добычей шаек грабителей и рыцарей-разбойников. Кроме того, Гебхарда трудно считать великим реформатором церкви. В итоге Гебхард так и не был причислен к лику святых ни в XVII веке, ни в последующие столетия.